# Élections législatives de 1981 dans la Vendée
Les élections législatives françaises de 1981 dans la Vendée se déroulent les 14 et 21 juin.

## Élus
| Circonscription | Député sortant  | Parti | Parti     | Député élu ou réélu | Parti | Parti    |
| --------------- | --------------- | ----- | --------- | ------------------- | ----- | -------- |
| 1re             | Paul Caillaud   |       | UDF (PR)  | Philippe Mestre     |       | UDF (AD) |
| 2e              | André Forens    |       | UDF (CDS) | Pierre Métais       |       | PS       |
| 3e              | Pierre Mauger   |       | RPR       | Pierre Mauger       |       | RPR      |
| 4e              | Vincent Ansquer |       | RPR       | Vincent Ansquer     |       | RPR      |

## Positionnement des partis
Le Parti socialiste, au nom de la nouvelle majorité présidentielle, et le Parti communiste français, sous l'appellation « majorité d'union de la gauche », se présentent dans les quatre circonscriptions vendéennes. Les socialistes investissent Jacques Auxiette, conseiller régional, conseiller général de la Roche-sur-Yon-Nord et maire de La Roche-sur-Yon, Pierre Métais, conseiller général de Chaillé-les-Marais et maire de Champagné-les-Marais, Brigitte Brunetière et Jean-Pierre Martin, tandis que les communistes soutiennent Marcel Guintard, adjoint au maire de La Roche-sur-Yon, Gérard Gréard, Jean-Bernard Lecomte et Jean Guilloton. Quant au Mouvement des radicaux de gauche, il est représenté par le maire d'Olonne-sur-Mer et conseiller général des Sables-d’Olonne Marcel Guilbaud dans la 3e circonscription.
De son côté, l'Union pour la nouvelle majorité (UNM), alliance électorale réunissant les partis membres de la majorité sortante de droite, soutient aussi des candidats dans l'ensemble des circonscriptions, dont trois députés sortants : André Forens (CDS) à Fontenay-le-Comte, Pierre Mauger (RPR) au Sables-d'Olonne et Vincent Ansquer (RPR) aux Herbiers. Dans la 1re circonscription (La Roche-sur-Yon), Paul Caillaud ne sollicite pas un nouveau mandat et l'UNM désigne Philippe Mestre, adhérent direct de l'UDF.
Enfin, sous l'étiquette « Alternative 81 », le Parti socialiste unifié est présent partout sauf dans la 3e circonscription et on compte un candidat de centre gauche, Yves Normand, dans la circonscription de Fontenay-le-Comte.

## Résultats

### Résultats à l'échelle du département
| Parti          | Parti                              | Premier tour | Premier tour | Second tour | Second tour | Sièges |
| Parti          | Parti                              | Voix         | %            | Voix        | %           | Sièges |
| -------------- | ---------------------------------- | ------------ | ------------ | ----------- | ----------- | ------ |
|                | Rassemblement pour la République   | 82 900       | 33,92        |             |             | 2      |
|                | Union pour la démocratie française | 59 864       | 24,50        | 29 689      | 49,51       | 1      |
|                | Union pour la nouvelle majorité    | 142 764      | 58,42        | 29 689      | 49,51       | 3      |
|                |                                    |              |              |             |             |        |
|                | Parti socialiste                   | 75 190       | 30,77        | 30 280      | 50,49       | 1      |
|                | Parti communiste français          | 10 953       | 4,48         |             |             | 0      |
|                | Mouvement des radicaux de gauche   | 9 388        | 3,84         | 0           |             |        |
|                | Majorité présidentielle            | 95 531       | 39,09        | 30 280      | 50,49       | 1      |
|                |                                    |              |              |             |             |        |
|                | Parti socialiste unifié            | 4 232        | 1,73         |             |             | 0      |
|                | Centre gauche                      | 1 847        | 0,75         | 0           |             |        |
|                |                                    |              |              |             |             |        |
| Inscrits       | Inscrits                           | 336 060      | 100,00       | 74 819      | 100,00      | 4      |
| Abstentions    | Abstentions                        | 87 036       | 25,9         | 14 204      | 18,98       |        |
| Votants        | Votants                            | 249 024      | 74,1         | 60 615      | 81,02       |        |
| Blancs et nuls | Blancs et nuls                     | 4 650        | 1,87         | 646         | 1,07        |        |
| Exprimés       | Exprimés                           | 244 374      | 98,13        | 59 969      | 98,93       |        |

### Résultats par circonscription

#### Première circonscription (La Roche-sur-Yon)
|                | Philippe Mestre élu | UDF (AD)       | 31 904 | 53,74  |  |  |  |
|                | Jacques Auxiette    | PS             | 23 293 | 39,24  |  |  |  |
|                | Marcel Guintard     | PCF            | 2 571  | 4,33   |  |  |  |
|                | Jean Coirier        | PSU            | 1 597  | 2,69   |  |  |  |
|                |                     |                |        |        |  |  |  |
| Inscrits       | Inscrits            | Inscrits       | 80 703 | 100,00 |  |  |  |
| Abstentions    | Abstentions         | Abstentions    | 20 239 | 25,08  |  |  |  |
| Votants        | Votants             | Votants        | 60 464 | 74,92  |  |  |  |
| Blancs et nuls | Blancs et nuls      | Blancs et nuls | 1 099  | 1,82   |  |  |  |
| Exprimés       | Exprimés            | Exprimés       | 59 365 | 98,18  |  |  |  |

#### Deuxième circonscription (Fontenay-le-Comte)
| Candidat       | Candidat             | Parti              | Premier tour | Premier tour | Second tour | Second tour |  |
| Candidat       | Candidat             | Parti              | Voix         | %            | Voix        | %           |  |
| -------------- | -------------------- | ------------------ | ------------ | ------------ | ----------- | ----------- |  |
|                | André Forens sortant | UDF (CDS)          | 27 960       | 49,81        | 29 689      | 49,51       |  |
|                | Pierre Métais élu    | PS                 | 21 961       | 39,12        | 30 280      | 50,49       |  |
|                | Gérard Gréard        | PCF                | 3 565        | 6,35         |             |             |  |
|                | Yves Normand         | Divers gauche (CG) | 1 847        | 3,29         |             |             |  |
|                | André Aubineau       | PSU                | 796          | 1,42         |             |             |  |
|                |                      |                    |              |              |             |             |  |
| Inscrits       | Inscrits             | Inscrits           | 74 827       | 100,00       | 74 819      | 100,00      |  |
| Abstentions    | Abstentions          | Abstentions        | 17 942       | 23,98        | 14 204      | 18,98       |  |
| Votants        | Votants              | Votants            | 56 885       | 76,02        | 60 615      | 81,02       |  |
| Blancs et nuls | Blancs et nuls       | Blancs et nuls     | 756          | 1,33         | 646         | 1,07        |  |
| Exprimés       | Exprimés             | Exprimés           | 56 129       | 98,67        | 59 969      | 98,93       |  |

#### Troisième circonscription (Les Sables-d'Olonne)
|                | Pierre Mauger élu    | RPR (UNM)      | 37 972 | 58,15  |  |  |  |
|                | Brigitte Brunetière  | PS             | 14 868 | 22,77  |  |  |  |
|                | Marcel Guilbaud      | MRG            | 9 388  | 14,35  |  |  |  |
|                | Jean-Bernard Lecomte | PCF            | 3 089  | 4,73   |  |  |  |
|                |                      |                |        |        |  |  |  |
| Inscrits       | Inscrits             | Inscrits       | 94 685 | 100,00 |  |  |  |
| Abstentions    | Abstentions          | Abstentions    | 28 048 | 29,62  |  |  |  |
| Votants        | Votants              | Votants        | 66 637 | 70,38  |  |  |  |
| Blancs et nuls | Blancs et nuls       | Blancs et nuls | 1 320  | 1,98   |  |  |  |
| Exprimés       | Exprimés             | Exprimés       | 65 317 | 98,02  |  |  |  |

#### Quatrième circonscription (Les Herbiers)
|                | Vincent Ansquer sortant réélu | RPR (UNM)      | 44 928 | 70,68  |  |  |  |
|                | Jean-Pierre Martin            | PS             | 15 068 | 23,70  |  |  |  |
|                | Gérard Lhériteau              | PSU            | 1 839  | 2,89   |  |  |  |
|                | Jean Guilloton                | PCF            | 1 728  | 2,72   |  |  |  |
|                |                               |                |        |        |  |  |  |
| Inscrits       | Inscrits                      | Inscrits       | 85 845 | 100,00 |  |  |  |
| Abstentions    | Abstentions                   | Abstentions    | 20 807 | 24,24  |  |  |  |
| Votants        | Votants                       | Votants        | 65 038 | 75,76  |  |  |  |
| Blancs et nuls | Blancs et nuls                | Blancs et nuls | 1 475  | 2,27   |  |  |  |
| Exprimés       | Exprimés                      | Exprimés       | 63 563 | 97,73  |  |  |  |